# 대방광원각략소주경 권상
대방광원각약소주경 권상(大方廣圓覺略疏 注經 卷上)은 서울특별시 서대문구에 있는 고려시대의 목판본 불경이다. 1986년 11월 29일 대한민국의 보물 제893호로 지정되었다.

## 개요
대방광원각수다라요의경은 줄여서 ‘대방광원각경’또는 ‘원각경’이라고 부르기도 한다. 이 경전은 훌륭한 이론과 실천을 말하고 있어 널리 유포되어 불교 수행의 길잡이가 되었다.
이 책은 원각경에 당나라 종밀(宗密)이 간략하게 주를 달아 해설한 것으로, 목판에 새겨 닥종이에 찍었으며, 크기는 세로 29cm, 가로 17cm이다. 원래 두루마리 형태로 만들기 위하여 1판에 20행씩 새긴 것을 10행씩 찍어내어 책으로 만들었다. 권 하가 떨어져 나가서 책 끝에 있는 간행기록을 잃어 버렸으므로 정확한 간행시기를 알 수는 없다. 그러나 송나라에서 보낸 목판으로 찍어낸『대방광불화엄경소』와 판의 형식, 글자체, 새긴 기법 등이 비슷하여 송나라 판본을 입수하여 새긴 고려시대의 판본임을 알 수 있다.
권 하가 떨어져 나갔으나 송나라 판본을 보고 새긴 고려시대의 목판본이란 점에서 가치가 있다.

## 같이 보기
- 사천 백천사 대방광원각약소주경

## 참고 자료
- 대방광원각략소주경 권상 - 국가유산청 국가유산포털